# فاز G1
گام نخستین رشد (G1) یکی از مرحله‌های چرخهٔ یاخته‌ای در طی میان‌چهر می‌باشد. گام نخستین رشد پس از تقسیم درون‌یاخته و پیش از ساخت (S) رخ می‌دهد.
در این بخش یاخته به سرعت رشد می‌کند و بزرگ می‌شود. در بیشتر یاخته‌ها این بخش از چرخهٔ یاخته‌ای، مرحلهٔ اصلی در چرخۀ زندگیشان به شمار می‌آید. در این بخش سوخت و ساز یاخته بسیار بالاست.